# 코트디부아르의 주
코트디부아르의 주(프랑스어: régions de la Côte d'Ivoire)는 코트디부아르의 2단계 행정 구역이다. 코트디부아르의 14개 구 가운데 아비장, 야무수크로를 제외한 12개 구의 하위 행정 구역이다. 이들 주는 108개 도(département), 510개 하위 현(sous-préfectures)으로 나뉜다.
2011년까지는 19개 주가 존재했는데 이는 코트디부아르의 최상위 행정 구역이기도 했다. 2011년에 실시된 행정 구역 개편에 따라 신설된 14개 구의 하위 행정 구역이 되면서 30개 주로 개편되었다. 2012년에는 31번째 주가 신설되었다. 2014년에 아비장, 야무수크로를 제외한 나머지 구가 폐지되었다가 2021년에 복원되었다.

## 주 목록
- 바사산드라구
  - 그보클레주 (Gbôklé, 10번)
  - 나와주 (Nawa, 24번)

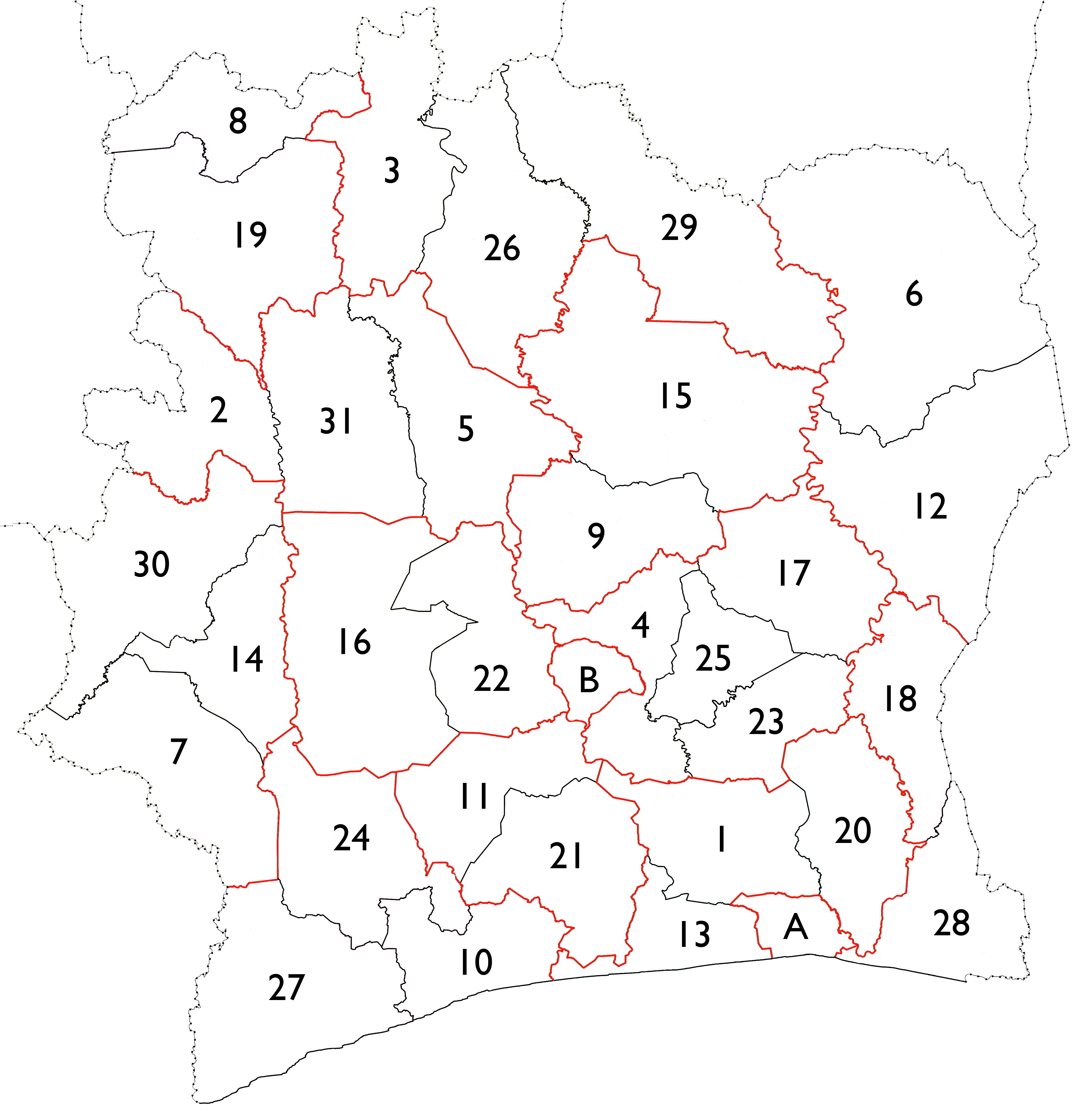
코트디부아르의 주 (2011년 ~ 현재)

  - 산페드로주 (San-Pédro, 27번)
- 코모에구
  - 인데니에쥐아블랭주 (Indénié-Djuablin, 18번)
  - 쉬드코모에주 (Sud-Comoé, 28번)
- 뎅겔레구
  - 폴롱주 (Folon, 8번)
  - 카바두구주 (Kabadougou, 19번)
- 고지부아구
  - 고주 (Gôh, 11번)
  - 로지부아주 (Lôh-Djiboua, 21번)
- 라크구
  - 벨리에주 (Bélier, 4번)
  - 이푸주 (Iffou, 17번)
  - 모로누주 (Moronou, 23번)
  - 은지주 (N'Zi, 25번)
- 라귄구
  - 아녜비티아사주 (Agnéby-Tiassa, 1번)
  - 그랑퐁트주 (Grands-Ponts, 13번)
  - 라메주 (La Mé, 20번)
- 몽타뉴구
  - 카발리주 (Cavally, 7번)
  - 게몽주 (Guémon, 14번)
  - 통크피주 (Tonkpi, 30번)
- 사산드라마라우에구
  - 오사산드라주 (Haut-Sassandra, 16번)
  - 마라우에주 (Marahoué, 22번)
- 사반구
  - 바구에주 (Bagoué, 3번)
  - 포로주 (Poro, 26번)
  - 촐로고주 (Tchologo, 29번)
- 발레뒤방다마구
  - 그베케주 (Gbêkê, 9번)
  - 암볼주 (Hambol, 15번)
- 워로바구
  - 바핑주 (Bafing, 2번)
  - 베레주 (Béré, 5번)
  - 워로두구주 (Worodougou, 31번)
- 잔잔구
  - 붕카니주 (Bounkani, 6번)
  - 곤투고주 (Gontougo, 12번)
- 아비장 자치구 (A번, 어느 구에도 속하지 않음)
- 야무수크로 자치구 (B번, 어느 구에도 속하지 않음)

## 2011년 이전의 주 목록
- 아녜비주 (Agnéby, 1번)
- 바핑주 (Bafing, 2번)

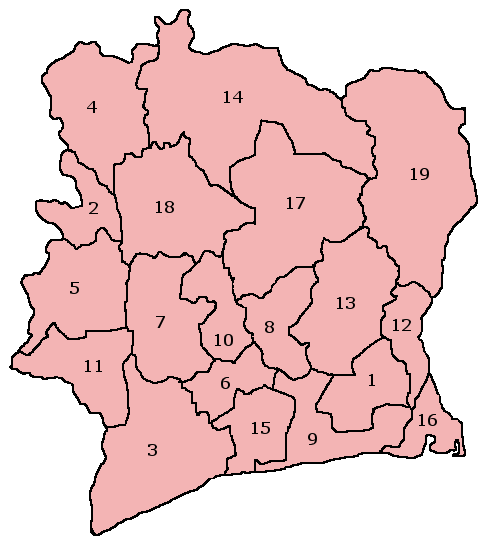
코트디부아르의 주 (2011년 이전)

- 바사산드라주 (Bas-Sassandra, 3번)
- 뎅겔레주 (Denguélé, 4번)
- 디쥐트몽타뉴주 (Dix-Huit Montagnes, 5번)
- 프로마제주 (Fromager, 6번)
- 오사산드라주 (Haut-Sassandra, 7번)
- 라크주 (Lacs, 8번)
- 라귄주 (Lagunes, 9번)
- 마라우에주 (Marahoué, 10번)
- 무아얭카발리주 (Moyen-Cavally, 11번)
- 무아얭코모에주 (Moyen-Comoé, 12번)
- 은지코모에주 (N'Zi-Comoé, 13번)
- 사반주 (Savanes, 14번)
- 쉬드방다마주 (Sud-Bandama, 15번)
- 쉬드코모에주 (Sud-Comoé, 16번)
- 발레뒤방다마주 (Vallée du Bandama, 17번)
- 워로두구주 (Worodougou, 18번)
- 잔잔주 (Zanzan, 19번)

## 같이 보기
- 코트디부아르의 행정 구역
- 코트디부아르의 구